# لورين كرانر
لورين ويتني كرانر (ولد عام 1959) كان خبيرًا أمريكيًا في السياسة الخارجية، شغل مناصب دبلوماسية في ثلاث إدارات حكومية، وترأس ثلاث منظمات غير حكومية كبرى ثلاث مرات.

## الحياة والمسيرة المهنية

#### الحياة المبكرة
وُلد كرانر في قاعدة بيتبورغ الجوية بألمانيا. التحق بمدرسة كلية الجامعة في لندن، وتخرج من أكاديمية فيليبس إكستر. حصل على درجة البكالوريوس من كلية ريد ودرجة الماجستير في دراسات الأمن القومي من جامعة جورجتاون. والده روبرت حصل على ثلاث نجوم فضية طياراً في القوات الجوية الأمريكية وأُسر خلال حرب فيتنام، أما والدته أودري فنالت شهادات عليا من مدرسة فليتشر وجامعة جورجتاون.

#### المسيرة المهنية
عمل كرانر في الثمانينيات على قضايا السياسة الخارجية في مجلس النواب الأمريكي لصالح النائب جيم كولبي، ثم في مجلس الشيوخ مع السيناتور جون ماكين. تولى عام 1989 منصب نائب مساعد وزير الخارجية للشؤون التشريعية، وفي 1992 أصبح مدير الشؤون الآسيوية في مجلس الأمن القومي بالبيت الأبيض خلال إدارة جورج بوش الأب.
شغل بين عامي 1993 و2001 منصب نائب رئيس ثم رئيس المعهد الجمهوري الدولي، وهو منظمة غير حكومية تدعم الديمقراطية. عاد إلى الحكومة وزيراً مساعداً لشؤون الديمقراطية وحقوق الإنسان والعمل تحت قيادة وزير الخارجية كولن باول. أثارت جهوده في الشرق الأوسط وآسيا الوسطى والصين بعد هجمات 11 سبتمبر تقدير الرئيس بوش، ومنظمتي العفو الدولية وهيومن رايتس ووتش، وحصل على وسام الخدمة المتميزة من وزارة الخارجية من الوزير باول.
عاد كرانر إلى رئاسة المعهد الجمهوري الدولي بين 2004 و2014، وخدم لفترتين في مجلس مؤسسة تحدي الألفية. عمل مستشارًا في العلاقات الأمريكية الأوروبية وفي تقييم المخاطر السياسية في آسيا والشرق الأوسط، ثم تولى رئاسة المجلس الأمريكي للتعليم الدولي من 2017 إلى 2019.